# 템페스트 (비디오 게임)
《템페스트》(Tempest)는 아타리 주식회사가 배급한 1981년 아케이드 게임이다. 데이브 슈러가 기획하고 프로그래밍했으며 아타리의 컬러쿼드라스캔 모니터를 통해 벡터 그래픽스을 이용한 초기 비디오 게임이다.
여러 개의 길로 구성된 3차원 표면상에서 게임이 진행되며 표면 가장자리에서 이동하는 갈고리 '블래스터'를 조종한다. 플레이어가 길을 타고 화면에 접근하는 적들을 블래스터로 격추시키며 점수를 획득해 생존하는 것이 목표이다. 아케이드판은 회전형 조종간을 이용해 자신이 위치한 길을 변경할 수 있다.
발매 당시 《템페스트》는 능동적으로 상승하는 난이도와 진행에 맞춰 진화하는 레벨 설계로 긍정적인 평가를 받았다. 아타리 ST, ZX 스펙트럼 및 암스트래트 CPC로 이식판이 발매됐다.

## 반응
1982년, 크리스 크로퍼드는 《템페스트》가 《팩맨》과는 달리 "이길 수 없는 게임처럼 보여 초보자를 겁먹게 했다"곤 하나 점진적인 난이도 상승이 플레이어를 끌어들였다고 기술했다.

## 같이 보기
- 비디오 게임의 역사